# 栄町駅 (樺太)
栄町駅（さかえまちえき）は、かつて樺太大泊郡大泊町に存在した鉄道省樺太東線の駅である。その後復活し、現在はロシア鉄道極東鉄道支社サハリン地域部のプリスターニ駅（о.п. Пристань）である。「プリスターニ」とはロシア語で桟橋を意味する。

## 歴史
- 1931年（昭和6年）4月1日：樺太庁鉄道の駅として開業[1]。
- 1943年（昭和18年）4月1日：南樺太の内地化により、鉄道省（国有鉄道）に編入。
- 1944年（昭和19年）9月30日：廃止。
- (時期不明)：プリスターニ駅として復活。

## 現在の駅構造
単式ホーム1面1線を有する停留場。駅員無配置で、駅舎はなく直接ホームに入る構造である。

## 運行状況

### 1944年当時[2]
- 大泊港駅発着の列車が1日1往復運行されていた。

### 現在
- ピャーチ・ウグロフ駅 - ユジノサハリンスク駅間の近郊列車（Д2系気動車列車、コルサコフ方面1本・ユジノサハリンスク方面2本）が平日のみ停車する。

## 隣の駅

### 1944年当時
鉄道省樺太鉄道局
樺太東線
大泊港駅 - 栄町駅 - 大泊駅

### 現在
ロシア鉄道極東鉄道支社サハリン地域部
コルサコフ-ノグリキ線
エレクトリーチカ（各駅停車）
ピャーチ・ウグロフ駅 - プリスターニ駅 - コルサコフ駅
※朝に運行される6017列車はエレクトリーチカであるが、当停留所を通過する。

## 画像

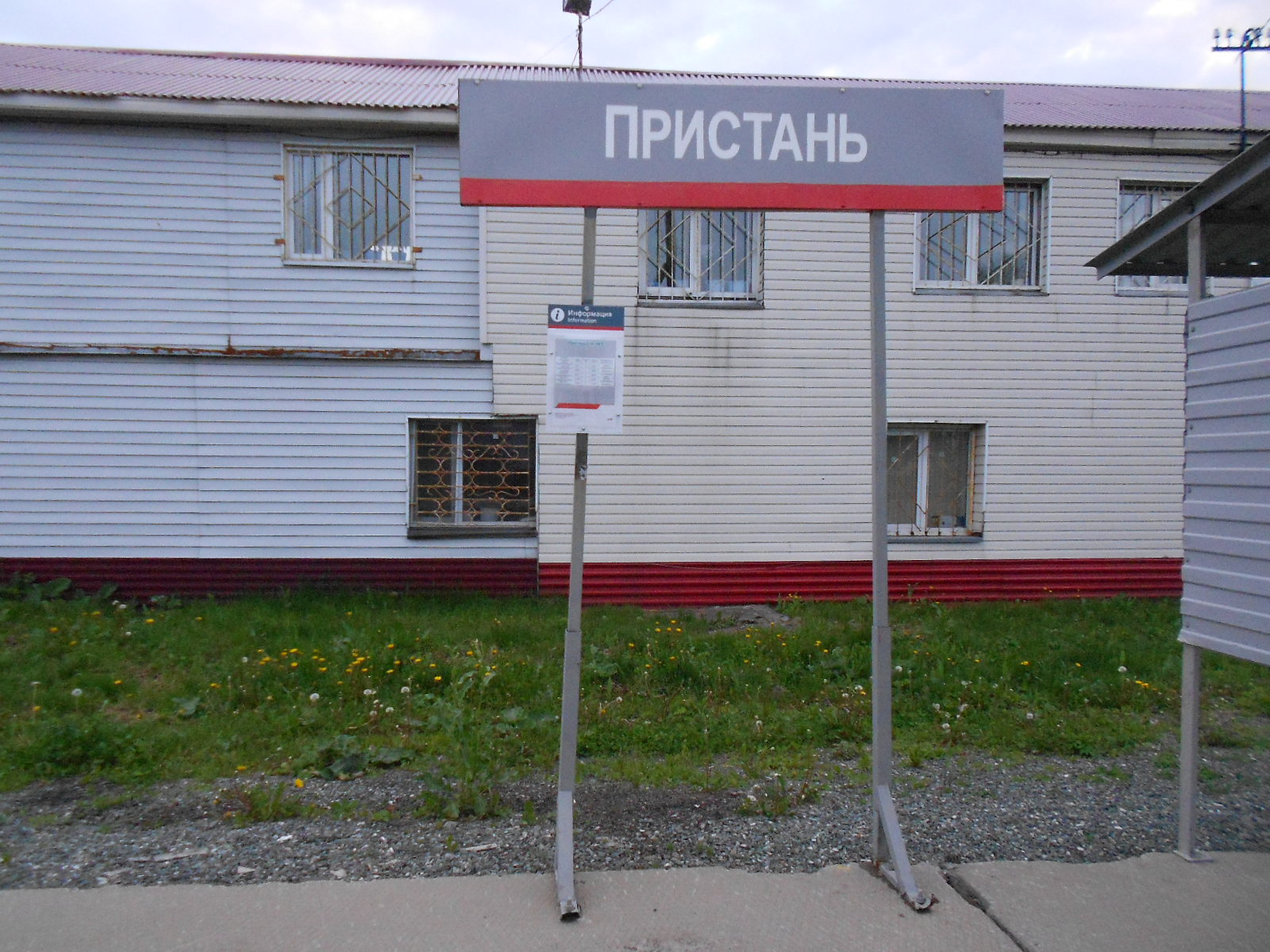
駅名標